# Dior Goodjohn
Dior Goodjohn, född 13 augusti 2006 i Santa Monica, Kalifornien, är en amerikansk skådespelare.

## Biografi
Goodjohn har bland annat medverkat i TV-serierna Head of the Class från 2021, Är du mörkrädd? från 2022 och Percy Jackson och olympierna från 2023.

## Filmografi (i urval)
- 2021 – Head of the Class (TV-serie)
- 2022 – Är du mörkrädd? (TV-serie)
- 2023 – Percy Jackson och olympierna (TV-serie)